# Kanatari
Kanatari, Semanario de actualidades fue una revista semanal iniciada en 1984 en la ciudad de Iquitos publicada por el Centro de Estudios Teológicos de la Amazonía (CETA). La publicación incluye ensayos y entrevistas. Las últimas ediciones se publicaron en 2017.
El nombre de la revista se origina de la palabra kanatari en idioma kukama kukamiria, que significa 'amanecer'.
En el año 2022 se realizó la revisión documental y escaneo de los ejemplares en la Biblioteca Amazónica de Iquitos como parte de un proyecto de digitalización de las ediciones del semanario.